# Spiranthes angustilabris
Spiranthes angustilabris är en orkidéart som beskrevs av Johannes Jacobus Smith. Spiranthes angustilabris ingår i släktet skruvaxsläktet, och familjen orkidéer. Inga underarter finns listade i Catalogue of Life.